# Idalus flavibrunnea
Idalus flavibrunnea là một loài bướm đêm thuộc phân họ Arctiinae, họ Erebidae.